# Stångby kyrkby
Stångby kyrkby är kyrkbyn, och den ursprungliga delen av Stångby, i Stångby socken och en småort  i Lunds kommun, cirka en kilometer från den yngre tätorten och stationssamhället Stångby, som växte fram runt sekelskiftet 1900.
Stångby kyrkby är placerad i en vägkorsning med tillfartsleder från öst, väst och söder. Bebyggelsen samlas kring bygatan och Stångby kyrka, och består av äldre gårdar och gatehus samt skola, lanthandel och smedja. Många av byggnaderna är uppförda på 1800-talet och har en sluten gårdsform och är byggda med korsvirkesteknik eller tegel. Stångby kyrkby med dess direkta omgivningar är på grund av sin ovanligt välbevarade karaktär med än idag aktiva lantbruksgårdar i bykärnan, med kontinuitet sedan tidig medeltid, utpekad som riksintresse för kulturmiljövård av Riksantikvarieämbetet samt Länsstyrelsens Kulturmiljöprogram, och Lunds kommun är av den anledningen restriktiv med att tillåta nybyggnation i byn.

## Ortnamnet
Namnet skrevs "Stangbi" i Necrologium Lundense (1130-talet), och "Stangby" i Saxo Grammaticus Gesta Danorum (ca. 1200). Förledet "stång" i namnet Stångby har oviss syftning, men betydelsen "råmärke" eller "gränsmärke" är trolig. Enligt en tidigare teori skall byn vara uppkallad efter en Strånge, som det ska ha funnits ett forntida gravmonument över i byn.

## Historia
Området i Stångby kyrkby är rikt på fornminneslämningar och har varit en boplats åtminstone sedan stenåldern, med fynd av stenkammargravar och många gravhögar från bronsåldern.  Under vikingatiden märks en betydande befolkningsökning och byn får under denna tid en ny karaktär, med nya odlingsformer (tresäde) och tekniska innovationer. Vikingatida (samt äldre) bebyggelse har på senare tid (2018) till viss del grävts ut i byns direkt östra delar, med outforskad utbredning i alla väderstreck.
Stångby omnämns av Saxo Grammaticus i slutet av 1100-talet i sitt verk Gesta Danorum, där bonden Håkan eller Hakon ("Haquinus") från Stångby, enligt Saxo, ska ha rest till England någon gång under första hälften av 1000-talet för att varna den danske kungen Knut den store för en förestående attack på Danmark av den norske kung Olof den helige och den svenske kung Anund Jakob. Det hela mynnade enligt sägnen ut i Slaget vid Gårdstånga, norr om Lund. Stångby kyrka uppfördes i slutet av 1100-talet, och den ursprungliga bebyggelsen låg då kring kyrkan. En tidigare träkyrka ska ha legat nordväst om nuvarande Stångby bystuga.
Vid slaget vid Lund den 4 december 1676 mellan Sverige och Danmark hade danskarna sitt härläger i nuvarande Stångby stationsamhälle. Vid datumet för slaget passerade den svenska armén väster om Stångby kyrka med sikte på Vallkärra och Lund. I höjd med kyrkan blev danskarna varse svenskarnas framfart, och sattes i full stridsberedskap.
.

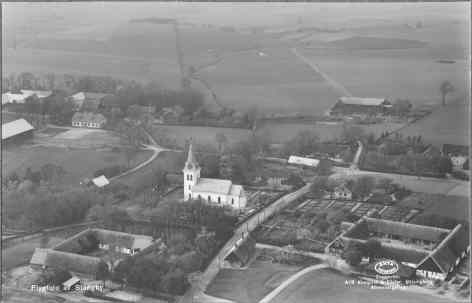
Stångby kyrkby omkring 1935

Jordeboken från 1662 tar upp ett helt, tre tvåtredjedelars och ett halvt kronohemman, ett tvåtredjedels och ett tredjedels Bornholms vederlagshemman, fem hela, tre tvåtredjedels och två halva kanikhemman samt ett utsockne frälsehemman. I Stångby, som inte var en frälseby, gjordes det inget storskifte på 1700-talet, bara en viss reglering av ägorna med idag okänd karaktär gjordes 1745 och 1748. På en karta från 1768 kan man studera kyrkbyns utseende innan skiftena på 1800-talet. En bäck, nu nedgrävd, som försörjde byn med vatten rann genom byn, och runt samhället låg byns vångar, uppdelade på östra-, västra- och södra vången. Tillhörande byn fanns även tre mossmarker. Vid enskiftet 1812 räknades cirka 369 personer till byn, som bestod av cirka 20 gårdar. I stort sett fördubblades folkmängden i byn under 1800-talet, från 371 personer 1805, till 442 1830 och 480 1839. 1883 räknades 665 personer till socknen. På de äldsta topografikartorna finns det över 20 torptecken i Stångby efter enskiftet, vilka i de allra flesta fall betecknar arbetarbostäder och gatehus. I samband med 1800-talets skiften flyttades gårdarna nr 1, 2, 5, 6, 11, 12, 14 och 15 ut ur byn, och hundra år senare bestod byn av sju återstående gårdar. Många av byns bönder var runt sekelskiftet 1900 engagerade i den nya stationen i det som skulle bli Stångby stationssamhälle.  1916 hade folkmängden sjunkit till 485 personer. Det var på mark tillhörande Stångby nr 5 som Stångby stationssamhälle började expandera i slutet av 1940-talet. Stångby stationssamhälle kom sedermera att ärva Stångbys namn, och det ursprungliga Stångby kom att få namnet Stångby kyrkby.